# Радіаційна аварія в губі Андрєєва
69°27′ пн. ш. 32°21′ сх. д. / 69.45° пн. ш. 32.35° сх. д.
Радіаці́йна ава́рія в губі́ Андрє́єва — аварія з витоком радіоактивних речовин, що сталася в сховищі відпрацьованого ядерного палива (ВЯП) 569-ї берегової технічної бази, розташованої за 55 км на північний захід від Мурманська та за 60 км від кордону Норвегії на березі затоки Західна Ліца (Кольський півострів). Сховище введено в експлуатацію в 1961 році.
У лютому 1982 року в сховищі стався витік радіоактивної води з басейну будівлі № 5, ліквідація аварії тривала з 1983 по 1989 рік, за цей період у води Баренцева моря витекло близько 700 000 тонн високорадіоактивної води. У ліквідації аварії брало участь близько 1000 осіб. Керував роботами фахівець з радіаційних аварій на флоті — Володимир Костянтинович Булигін, нагороджений за цю роботу Зіркою Героя Радянського Союзу.

## Сховище
Сховище будувалося на початку 1960-х будівельними військами МО СРСР. Сховище є технічною базою, розташованою на березі затоки Західна Ліца, воно складається з: двох пірсів, стаціонарного причалу, пункту санітарної обробки, сховища басейного типу — будинок № 5 для зберігання ВЯП (з 1989 року не використовується), трьох 1000 кубових ємностей сухого типу для зберігання ВЯП, берегового крана вантажопідйомністю 40 тонн, відкритого майданчика для зберігання контейнерів з ВЯП, контрольно-пропускного пункту та інших технічних будівель.

## Будівля №5
У будівлі № 5 (сховище сирого типу) були споруджені 2 басейни для зберігання в них відпрацьованих тепловидільних збірок (ВТВЗ), які зберігалися в сталевих чохлах, в кожному чохлі містилося по 5-7 ВТВЗ, вага повного чохла становила 350 кг. Кожен з басейнів мав довжину 60 м, ширину 3 м, глибину 6 м і обсяг 1000 м3. Проєктна місткість сховища була близько 2000 чохлів. Чохли зберігалися у воді в підвішеному стані за допомогою потужних ланцюгів, які кріпилися на консолях на певній відстані один від одного, що виключало можливість мимовільної ланцюгової реакції. Вода грала роль біологічного захисту. Чохли переміщали під водою до свого місця з допомогою тих же ланцюгів і кранового візка, але через ненадійність конструкції нерідко виникали ситуації, коли від найменшого удару чохол падав на дно басейну. В результаті на дні басейну утворилися завали з чохлів з ВЯП, які представляли небезпеку. Зі спогадів військовослужбовців в губі Андрєєва:

Коли вперше зайшов в нього, жахнувся: подібного кошмару не бачив в житті ніколи й не уявляв, що таке може бути. Уявіть собі величезний будинок без вікон, забарвлений в чорний колір, що стоїть на скелі серед сопок.
В'їзд в будівлю № 5 прикрашали пошкоджені автомобілі, що перевозили відпрацьоване ядерне паливо, напівзірвані з петель величезні ворота. Усередині будівля була зруйнована, електрообладнання в аварійному стані, через дах будівлі, в багатьох місцях, можна було милуватися північним сяйвом, і що найжахливіше — колосальні рівні забрудненості бета-частинками, гуляла відбита від плит і стін гамма-хвиля. Всередині, будівля № 5 була повністю радіоактивною. Якщо з даху будівлі на голову потрапляла крапля води, то голову доводилося дезактивувати дуже довго, бо в краплі води знаходилися десятки тисяч бета-частинок.

## Блоки сухого зберігання (БСЗ)
Блоки сухого зберігання складаються з трьох підземних сталевих ємностей 3А, 2А та 2Б, загальним об'ємом 1000 м³ кожна, діаметр ємностей — 18 м. Спочатку ємності проєктувалися як очисні споруди радіоактивної води з будівлі № 5, але після аварії 1982 року вони були переобладнані в сховища сухого типу для прийому ВЯП з будівлі № 5, а також з реакторів атомних підводних човнів (планове перезаряджання). У кожній ємності є гнізда, що складаються зі сталевих труб, які знаходяться у вертикальному положенні. Труби монтувалися на певній відстані одне від одного для уникнення самочинної ланцюгової реакції. Довжина кожної труби — 4 м, діаметр — 400 мм, і 250—270 мм, міжтрубний простір було залито бетоном. Ємність 3А має 900 гнізд (тобто під 900 чохлів), а ємності 2А та 2Б — 1200 гнізд. Для завантаження чохлів в ємності використовувався портовий кран КПМ-40.
Після схвалення проєкту по переобладнанню ємностей під сховище ВЯП у них були проламані бетонні дахи товщиною 50 см для здійснення завантаження чохлів. Так як ємності залишилися без дахів, завантаження чохлів проходило у вуличних умовах, коли опади безперешкодно потрапляли в гнізда ємностей. Чохли опускалися в гнізда, витісняючи воду, яка тут же перетворювалася на радіоактивну пару внаслідок залишкового тепловиділення збірок і розносилася вітром по всій території бази. У книзі «Ядерна губа Андрєєва» А. Н. Сафонов пише, наводячи дані, що днища ємностей не були облицьовані сталлю, а отже, вони не є герметичними проти попадання у них ґрунтових вод. Проникнувши в гнізда, ґрунтові води замерзають взимку, деформуючи сталеві чохли.

## Аварія на сховищі (хронологія подій)
- У лютому 1982 року сталася те́ча правого басейну будівлі № 5. Для виявлення тріщин в металевій обшивці необхідно було спуститися в басейн, але зробити це було неможливо, бо рівень гамма-фону поблизу збірок з ВЯП досягав 17000 Р/год. Керівництвом штабу БТБ була зроблена спроба усунути течу, засипавши в нього 20 мішків борошна, заклеївши таким чином утворені тріщини тістом. Однак теча тривала, і обслуговчим персоналом були виявлені наморозки на правій стороні будівлі. Такий спосіб був названий неефективним. За розмірами наморозків був встановлений обсяг течі, він становив близько 30 літрів на добу. Для з'ясування причин течі була створена комісія з фахівців флоту і проєктувальників будівлі. У підсумку була висунута ймовірна причина течі — руйнування металевого облицювання басейну.
- У квітні 1982 року проведене обстеження показало, що теча басейну становить вже 150 літрів на добу, рівень гамма-фону криги на правій стороні будівлі становить 1,5 Р/год.
- У серпні 1982 року були проведені роботи з бетонування підвальної частини будівлі заливкою у неї близько 600 м³ бетону. Проведена робота виявилася неефективною.
- В кінці вересня 1982 року теча правого басейну досягла загрозливих розмірів — 30 тонн на добу. Виникла небезпека оголення верхніх частин тепловиділяючих збірок з подальшою загрозою радіаційного опромінення персоналу, а також зараження всієї прилеглої акваторії Західної Ліци. Для захисту від гамма-випромінювання було запропоновано встановити на басейн залізо-свинцево-бетонні перекриття з подальшим відвантаженням тепловиділяючих збірок з переведенням їх на сухе зберігання.
- В листопаді 1982 року було зафіксовано різке падіння обсягу течі з басейну, воно становило вже 10 тонн на добу. Експерти вважають, що падіння пояснюється перекосом конструкції будівлі під вагою залізо-свинцево-бетонних перекриттів, встановлених над басейном, вага яких складала тисячі тонн. Пізніше з'ясується, що тільки завдяки щасливому випадку ця конструкція не призвела до обвалення всієї будівлі.
- У грудні 1982 року завершена установка перекриттів над правим басейном, а перекриття лівого басейну завершено на 30 %. Вся вода з правого басейну пішла в затоку, а в лівому басейні почалася теча об'ємом близько 10 тонн на добу.
- 14 лютого 1983 року в губу Андрєєву прибула спеціальна комісія Міністерства Оборони, яка підтвердила рішення головного радіолога флоту про заборону експлуатації сховища, за винятком робіт, пов'язаних з ліквідацією аварії. Більше в сховище будівлі № 5 відпрацьоване ядерне паливо не завантажувалося.
- З березня 1983 по вересень 1987 року проводилася вивантаження ВЯП з лівого басейну, все паливо з нього було вивантажено і відправлено на комбінат «Маяк», за винятком 25 чохлів, які не вдавалося вивантажити. Вони були засипані бором для поглинання потоку нейтронів.
- 13 грудня 1989 року все відпрацьоване ядерне паливо (близько 1500 чохлів) з будівлі № 5, включаючи 25 невивантажених чохлів на дні лівого басейну, було повністю вивантажено. Більше будівля № 5 для зберігання ВЯП не використовувалася.

Існують кілька версій можливих причин, що призвели до руйнування басейнів:
1. Погана якість зварних швів облицювання басейнів.
2. Сейсмічна активність землі.
3. Лівий басейн потік через перекоси конструкції будівлі, які в свою чергу сталися внаслідок великої ваги, встановленого біологічного захисту (залізо-свинцево-бетонних перекриттів) над правим басейном.
4. Температурні перепади води у верхньому басейні.

На думку експертів, ймовірною причиною аварії стала версія № 4 — температурні перепади води басейну, що призвело до напруження зварних швів з подальшим їх руйнуванням. Коли проєктувався сховище в будинок № 5, вважалося, що вода в басейні буде підігріватися за рахунок залишкового тепловиділення ВТВЗ (відпрацьованих тепловиділяючих збірок), які перебували під водою в підвішеному стані. Тому в будинку № 5 не була передбачена окрема система підігріву води (опалення). Але проєктувальники прорахувалися, суворий клімат заполяр'я створював умови, коли поверхня води басейнів взимку покривалася 20 см кіркою льоду. Щоб вирішити цю проблему, був придуманий спосіб плавки льоду з допомогою пари, що подається з котельні, що стало грубим порушенням режиму радіаційної безпеки. Це відбувалося наступним чином: у льоду була зроблена лунка, в яку опускалася труба, через трубу цілодобово надходила пара, яка розтоплювала лід, підігріваючи басейн. Радіоактивні аерозолі розносилися по всьому будинку, виходячи за його межі прямо в атмосферу.

### Нещасний випадок під час ліквідації аварії
Під час робіт по вилученню упалих на дно басейнів чохлів стався випадок, який міг коштувати життя двом ліквідаторам. Після того як, лівий басейн був закритий захисними перекриттями, ліквідатори почали газорізкою прорізати в них вікна, через які подавався захоплюючий пристрій для підйому чохлів з дна басейну. Після цієї операції прорізане вікно закривалося листом заліза для захисту від радіаційного випромінювання і випадкового потрапляння людини в басейн. Під час виконання робіт один з ліквідаторів (старшина першої статті) в поспіху випадково наступив на лист заліза, що прикривав одне з прорізаних вікон, в результаті чого, не витримавши ваги людини, воно разом з ліквідатором провалилося у радіоактивну воду басейну. Під час падіння йому придавило ноги чохлами з ВЯП, а бризки води потрапили на інших ліквідаторів, які також не мали засобів радіаційного захисту. Зі спогадів керівника робіт по ліквідації аварії Анатолія Сафонова:

У всіх присутніх при цьому падінні обличчя висловлювали жах, бо ми знали, що на дні басейну знаходиться величезна кількість чохлів-касет з ВЯП, що випромінювали до 17 000 Рентген/год. Шляхом нескладних арифметичних обчислень я зрозумів, що впритул від чохла при такій потужності гамма-випромінювання він буде отримувати дозу, що дорівнює 4,7 Рентген/сек.

Через мить інший ліквідатор (старшина другої статті) зробив героїчний вчинок, стрибнувши в басейн, щоб врятувати життя свого товариша. Кількома секундами пізніше вони вже були на поверхні, промоклі до нитки в радіоактивній воді. Зі слів очевидців, їх обличчя випромінювали сильний жах.
Зі спогадів самого ліквідатора, який провалився в басейн:

У той момент мені здалося, що я потрапив в пекло. Коли я опинився під радіоактивною водою і мої ноги були придавлені чохлами з променевою смертю, а «безноса стара» своїми жаркими обіймами обволокла моє тіло і почала занурювати мою свідомість в теплий сон, в голові промайнула думка, мені всього 20 років і вмирати я не хочу. Якраз в цей момент, мій друг і рятівник Семенов, ризикуючи власним життям, звільнив мої ноги з-під чохлів з ВЯП і ми спливли на поверхню води басейну.

Обидва ліквідатори тут же були відправлені в душову для дезактивації. Стрілка дозиметра при піднесенні його до їх одягу постійно зашкалювала за десятки мільйонів бета-розпадів. В обох ліквідаторів було збрите волосся з усіх ділянок тіла, вони спали окремо від всього особового складу і приймали їжу в гумових рукавичках, оскільки їх тіла самі були джерелами гамма-випромінювання. Яку дозу опромінення вони отримали, було невідомо, бо їх дозиметри були втоплені в басейні при падінні.
Зі спогадів керівника робіт по ліквідації аварії Анатолія Сафонова:

Тільки після закінчення місяця, їм вдалося відмити свої тіла від радіоактивних речовин. Шкіру на п'ятах і частково на руках довелося зрізати лезом до крові, бо дані ділянки тіла не піддавалися дезактивації.

Медичного обстеження цих ліквідаторів проведено не було.

### Мимовільна ланцюгова реакція під час ліквідації аварії
Під час вивантаження чохлів з будівлі № 5 для завантаження їх у БСХ (блок сухого зберігання) нерідко виникали випадки, коли під час завантаження деформованих від ударів і льоду чохлів в комірки з них на поверхню висипалося ВЯП, після чого матроси-службовці звичайною лопатою засипали його в призначені для установки чохлів комірки, які являли з себе сталеві труби глибиною 4 м і діаметром 400 мм, встановлені в вертикальному положенні і залиті зовні бетоном. Ці дії призводили до утворення критичної маси з наступним виникненням мимовільної ланцюгової реакції, в результаті над коміркою з'являлося блакитнувате світіння, що супроводжувалося дзижчанням, яке швидко згасало. Ось як це описує керівник робіт по ліквідації аварії Анатолій Сафонов:

Це явище спостерігали і матроси, які були поруч. Природно, що ніяких офіційних доповідей про те, що трапилося ми не робили, оскільки на флоті подібну інформацію прийнято приховувати, щоб тебе таки не оголосили винним в тому, що сталося…

Також спалахи синьо-брудно-зеленого кольору спостерігалися і в лівому басейні будівлі № 5 під час робіт з підняття чохлів з дна басейну. Те, що це — мимовільні ланцюгові реакції, підтвердив фізик, старший лейтенант Л. Р. Конобрицький, який перебував у цей момент в будівлі № 5.